# LEØNAGE
LEØNAGE （レオネージュ）は、2025年に結成された日本の男性4人組ダンス＆ボーカルグループである。
スターダストプロモーション第三事業部所属。

## 概要
グループのみならずメンバー個人としても全員がスターダストプロモーション第三事業部に所属しているタレントである。
2025年2月22日に結成・デビューした。
グループ名は、「Chameleon（カメレオン）」×「Age（時代）」×「ゼロ（０）」の3つの単語に由来している。カメレオンのようにジャンルにとらわれず自由自在に、ゼロから時代に寄り添った音楽を届けていくという意味が込められている。
ファンネームは「PAØJU」（パレージュ）であり、グループカラーは   黒である。
2025年7月30日、同年8月31日をもってグループを解散することが発表され、メンバーのKOO（樋口琥大）はコンプライアンス違反が発覚したため7月30日付でマネジメント契約が解除されたことが合わせて明らかになった。

## メンバー
| 名前   | 個人活動名                          | 生年月日      | 出身地 | 血液型 | 身長  | メンバーカラー | 備考 |
| ------ | ----------------------------------- | ------------- | ------ | ------ | ----- | -------------- | ---- |
| YU-DAI | 竹内 雄大 (たけうち ゆうだい)       | 2007年2月14日 | 愛知県 | O型    | 163cm | 赤             |      |
| RANJU  | 蒼井 嵐樹 (あおい らんじゅ)         | 2004年9月18日 | 愛知県 | A型    | 179cm | 青             |      |
| SHOU   | 臼杵 将一朗 (うすき しょういちろう) | 2007年8月14日 | 兵庫県 | AB型   | 176cm | 黄             |      |
| RION   | 畠山 理温 (はたけやま りおん)       | 2005年2月14日 | 東京都 | 不明   | 183cm | 紫             |      |

### 元メンバー
| 名前 | 個人活動名              | 生年月日      | 出身地 | 血液型 | 身長  | メンバーカラー | 在籍期間             | 備考                             |
| ---- | ----------------------- | ------------- | ------ | ------ | ----- | -------------- | -------------------- | -------------------------------- |
| KOO  | 樋口 琥大 (ひぐち こお) | 2005年5月21日 | 兵庫県 | A型    | 171cm | 緑             | 結成 - 2025年7月30日 | グループリーダー兼ダンスリーダー |

## 略歴
2024年
- 11月ごろ謎のアカウントが登場[1]。

2025年
- 2月1日、グループ名先行公開。
- 2月7日、デビューシングルのリリースイベント開催を発表[9]。
- 2月14日、交通広告でメンバーの写真を一部公開。
- 2月22日、結成・デビュー。Debut Single『Never Go Back』が4月23日に発売されることが決定。振付はKADOKAWA DREAMSのRionが担当[1]。
- 2月25日、「Never Go Back」MV公開。
- 3月1日 - 4月29日、Debut Single『Never Go Back』リリースイベント開催[9]。
- 3月2日、Debut Single『Never Go Back』リリースイベント@アリオ亀有にて「LEØNAGE presents KOO's 20th Birthday LIVE」が5月24日に開催されることが発表された[10]。
- 4月23日、Debut Single『Never Go Back』がタワーレコード限定でCDが発売された。また同日配信も開始された。同シングルは4月26日に発表された2025年4⽉22⽇付オリコンデイリーシングルランキングで5位、5月2日に発表された2025年5⽉5⽇付オリコン週間シングルランキングで7位を獲得した[11]。
- 5月26日、2nd Single『Pirate』が8月6日に発売されることが決定。同時に「Pirate」MV公開。振付はデビューシングル同様KADOKAWA DREAMSが担当[12]。
- 7月2日 - 8月20日、2nd Single『Pirate』リリースイベント開催予定[13]。
- 7月26日、メンバーのコンプライアンス違反発覚により、同日以降に開催予定だった2nd Single『Pirate』リリースイベントは全公演中止を発表[14]。
- 7月30日、2025年8月31日をもって解散することを発表。グループ解散に伴い、2nd Single『Pirate』の発売は中止となった[15]。7月30日付でコンプライアンス違反によりKOO（樋口琥大）とスターダストプロモーションとのマネージメント契約が終了となった[4]。
- 8月31日、グループ解散予定[4]。

## ディスコグラフィ

### シングル
|   | リリース日                | タイトル      | 形態 | 形態                         | 収録曲                            | 規格品番  | 順位 | 備考          |
| - | ------------------------- | ------------- | ---- | ---------------------------- | --------------------------------- | --------- | ---- | ------------- |
| 1 | 2025年4月23日             | Never Go Back | CD   | 通常盤（タワーレコード限定） | 1. Never Go Back 2. I'm Like That | SDPC-1058 | 7位  | [ 11 ]        |
| 2 | 2025年8月6日 （発売中止） | Pirate        | CD   | 通常盤                       | 1. Pirate 2. 伝え愛               | SDPC-1061 |      | [ 15 ] [ 20 ] |

## ミュージックビデオ
| 公開日        | 曲名                    | 監督 |
| ------------- | ----------------------- | ---- |
| 2025年2月25日 | Never Go Back - YouTube |      |
| 2025年5月26日 | Pirate - YouTube        |      |

## ライブ・イベント

### その他ライブ・イベント
2025年
- 「アメ村EXPO2 大阪・関西万博いよいよ開幕」(3月29日)
- 「Z-Vibe」(5月7日)
- 「ICONIC MOMENTS FES！ Supported by ZIP-FM」(7月5日予定)